# Seguapallene tricuspidata
Seguapallene tricuspidata är en havsspindelart som beskrevs av Stock, J.H. 1991. Seguapallene tricuspidata ingår i släktet Seguapallene och familjen Callipallenidae. Inga underarter finns listade i Catalogue of Life.